# Groot-Waterschap van Woerden
Het Groot-Waterschap van Woerden  was een hoofdwaterschap rond de stad Woerden op de grens van de Nederlandse provincies Utrecht en Zuid-Holland.

## Ontstaansgeschiedenis
De oorsprong van het Groot-Waterschap ligt in de elfde en twaalfde eeuw en vloeit voort uit de ontginning van de uitgestrekte veenvlakte in Holland en Utrecht. Om het tot dan toe nauwelijks bewoonde gebied geschikt te maken voor landbouw en bewoning werd een systeem van watergangen gegraven, dat loosde op rivieren als de Oude Rijn en de Hollandsche IJssel. De afvoer via de Oude Rijn was echter moeilijk. Al in de eerste helft van de twaalfde eeuw zorgden stormvloeden voor het verzanden van de Rijnmonding bij Katwijk, terwijl extreme regenval in 1144 en misschien ook tussen 1155 en 1160 voor nog meer af te voeren water zorgde.
In het gebied van het latere Groot-Waterschap van Woerden kon het overvloedige water nog in westelijke richting worden afgevoerd. Verder richting Katwijk deden zich problemen voor en traden grote overstromingen op. Deze vormden voor de Hollandse graaf Floris III de aanleiding om bij Zwammerdam een dam in de Oude Rijn te laten opwerpen, die de grote hoeveelheid naar het westen stromende water moest tegenhouden.
Dat water kwam niet alleen uit de 'Woerdense' gebieden, maar ook uit de graafschappen Gelre en Kleef. In 1165 riepen de Utrechtse bisschop Godfried van Rhenen, graaf Hendrik I van Gelre en graaf Diederik III van Kleef de hulp in van keizer Frederik I Barbarossa. Tijdens een hofdag in Nijmegen bepaalde de keizer dat de dam bij Zwammerdam moest worden doorgestoken en hij beval het graven van een nieuwe kanaal tussen de Gelderse Vallei en de Zuiderzee. In 1202 werd de uitspraak van de keizer nog eens herzien.

### Afwatering naar het IJ
De toen in 1202 gesloten overeenkomst tussen graaf Dirk VII van Holland en bisschop Dirk van Are wordt beschouwd als de oorsprong van het Hoogheemraadschap van Rijnland. In 1202 bepaalden beide partijen dat de dam bij Zwammerdam geopend moest blijven en dat op kosten van de Utrechtse gebieden drie kanalen van de Rijn naar het IJ gegraven mochten worden. Deze drie, de Heimanswetering, Woudwetering en Goog mondden uit in het Haarlemmermeer en via Spaarndam werd het water naar het IJ afgevoerd. Al in 1204 waren de drie nieuwe waterwegen klaar. Om de afwatering te verbeteren werden in 1220 in de Wendeldijk, aan de zuidkant van het Leidsemeer, zeven spuisluizen (duikers) aangelegd. Holland zou het onderhoud van vier betalen, Utrecht dat van de overige drie.
Die verplichting voor het onderhouden van die spuisluizen werd in 1226 nog eens bekrachtigd, toen de graaf en de bisschop de kwestie van de afwatering voorlegden aan een gezant van paus Honorius III. Hierbij werd bepaald dat beide partijen uitvoerende en controlerende taken dienden uit te voeren. Aan Hollandse zijde waren dit vertegenwoordigers van Rijnland. Of voor 1226 al een dergelijke organisatie aan de Woerdense/Utrechtse kant bestond, is onduidelijk. De bepalingen van 1226 wijzen erop dat in elk geval vanaf dat jaar een waterschapsorganisatie rondom Woerden optrad. Dit is het latere Groot-Waterschap van Woerden.
De oudste oorkonde over het Groot-Waterschap dateert van 13 mei 1322. Graaf Willem III vatte er onder meer in samen waar de bestuurders van het waterschap zich aan moesten houden. De dijkgraaf werd bijgestaan door vijf heemraden. De tekst wijst er ook op dat er (ruim) voor 1322 al een waterschap in de streek actief was.
Het onderhoud van de verschillende sluizen in Spaarndam van het Hoogheemraadschap van Rijnland was de verantwoordelijkheid van acht steden of dorpen binnen het Hoogheemraadschap met hun omgeving. Ook het Groot-Waterschap van Woerden droeg hieraan bij. Zo waren er omstreeks 1500 van west naar oost de Kolksluis, Eerste Woerdersluis, Alphensesluis, Aalsmeerdersluis, Alkemadersluis, Tweede Woerdersluis, Rietwijkersluis, Haarlemmersluis en Noordwijkersluis. De nog bestaande Woerdersluis in Spaarndam herinnert hier nog aan.

## Afwatering richtingHollandsche IJssel
In 1364 werd de Enkele Wiericke aangelegd door het waterschap; enkele jaren later de Dubbele Wiericke.

## Bestuur
Het bestuur vergaderde eerst in de Stadsherberg aan de Voorstraat in Woerden. Tot ver in de 17e eeuw vergadert het bestuur in het Kasteel van Woerden. De dijkgraaf was namelijk tegelijkertijd baljuw en beheerder van het kasteel. Vanaf 1705 vergaderen zij in het net gereedgekomen Gemeenlandshuis in de Havenstraat. Het wapen van het Groot-Waterschap is boven de deur te zien.
Enkele dijkgraven:
- Willem Hooft (1662 - 1740)[6]
- W.H.J. Roijaards (rond 1906)[5]

## Omvang van het Groot-Waterschap

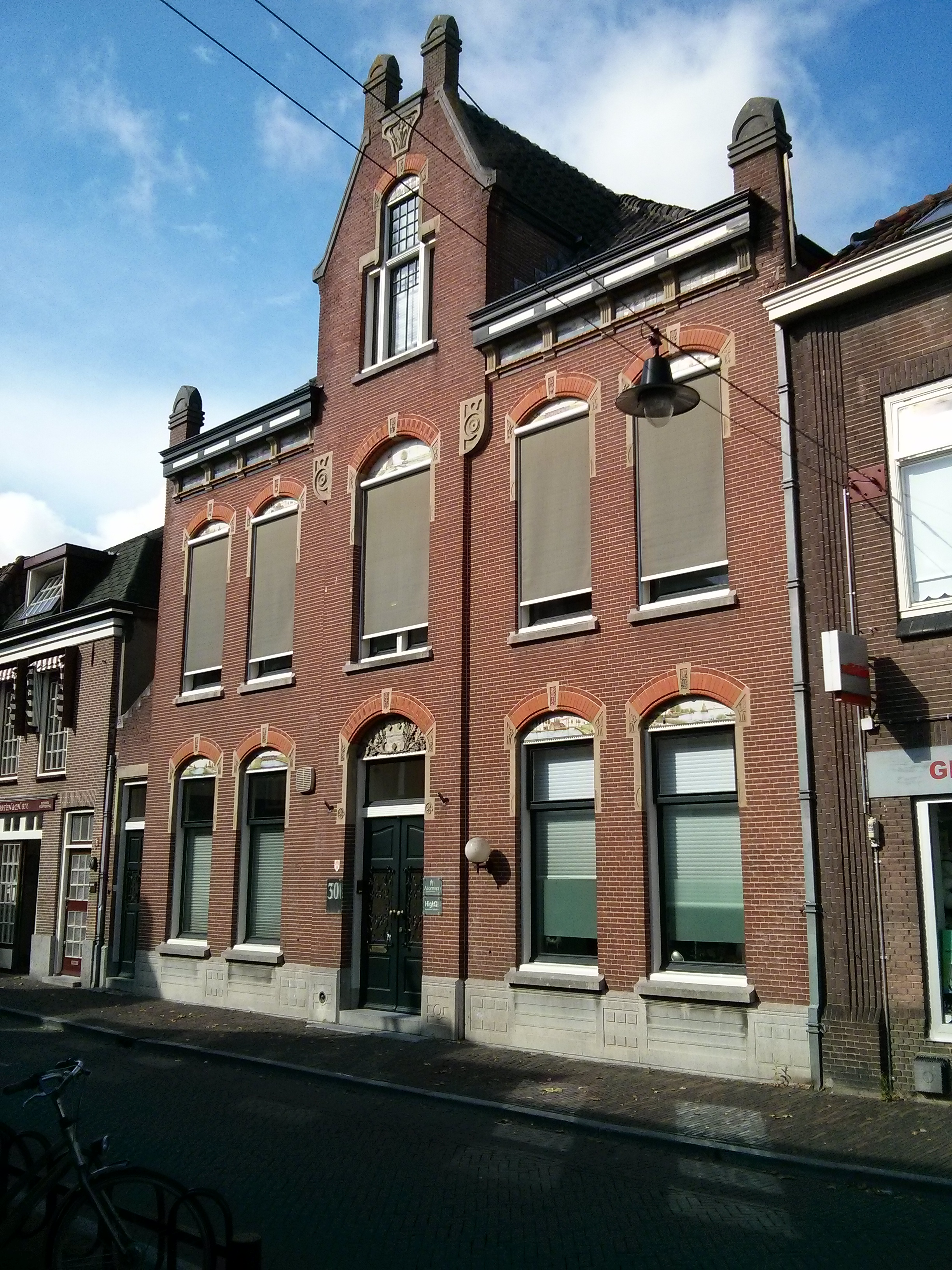
Het voormalige kantoor, gemeendelandshuis aan de Havenstraat 30 in Woerden

Bij de vorming van het grootwaterschap waren de polders rondom Woerden betrokken. Grofweg gaat het om een gebied dat in het oosten begrensd werd door de Meerndijk en de watergangen Heicop en Bijleveld en in het noorden door de Meije tot Zwammerdam. Vandaar in zuidelijke richting liep de grens langs de polders Zuidzijde en Weijpoort. Het Groot-Waterschap omvatte nog wel de polders Westeinde van Waarder en Papekop. Bij Oudewater bereikte het waterschapsgebied de Hollandse IJssel die, tot de Meerndijk, de zuidgrens werd.
In de beginperiode lag de oostgrens iets verder naar het oosten. Door de aanleg van de Meerndijk omstreeks 1200 kwam een langgerekte driehoek bij De Meern aan de oostzijde van deze dijk te liggen. Juridisch bleef dit smalle gebied met de naam Rosweide deel uitmaken van het grootwaterschap. Maar het waterbeheer door het Waterschap Bijleveld en de Meerndijk, dat onderdeel was van het Groot-Waterschap Woerden, reikte niet verder dan de Meerndijk. De ten oosten van de Meerndijk liggende polder Heicop nam het waterbeheer van Rosweide over. Omstreeks 1400 werden de beide kanalen Heicop en Bijleveld gegraven. De eerste diende voor de waterafvoer van de polders ten oosten van de Meerndijk en de tweede voor die ten westen van de Meerndijk. Deze beide afwateringsgebieden waren hermetisch van elkaar gescheiden. Een dam in de Oude Rijn, de Heldam, voorkwam dat oostelijk water in de Bijleveld terecht zou komen.
De omvang van het Groot-Waterschap bleef nog eeuwen aan wijzigingen onderhevig. Al in de dertiende eeuw werden door graaf Floris V maatregelen genomen die de waterbeheersing van de Landen van Woerden lang zouden beïnvloeden. Op politiek gebied breidde de graaf zijn invloed verder naar het oosten uit ten koste van de Utrechtse bisschoppen. Woerden werd een Hollandse stad. Op waterstaatkundig gebied bepaalde Floris in 1286 dat een nieuwe Spaarndammerdijk mocht worden aangelegd, mogelijk ter vervanging van de eerder genoemde Wendeldijk, misschien was het ook een verbetering van die dijk. De regelingen die met de totstandkoming van die nieuwe dijk werden vastgelegd, worden als de officiële oprichting van het Hoogheemraadschap Rijnland gezien. Aan de oostzijde van het graafschap had Floris te maken met overstromingen langs de Hollandse IJssel, onder meer in 1280. In 1285 besloot de graaf tot het leggen van een dam in de Hollandse IJssel op het punt waar deze rivier aftakte van de Lek. Deze dam heet Dam bij het Klaphek of Dam bij Hoppenesse. Hoppenesse was de naam van een buurtschap ten westen van Vreeswijk. Doordat anderhalve eeuw eerder bij Wijk bij Duurstede een dam was opgeworpen die de Kromme Rijn moest ontlasten, kwam er steeds meer water via de Hollandse IJssel en dat leverde in toenemende gevaar op voor de omringende polders. De Hollandse graaf had formeel geen zeggenschap over de omgeving van het Klaphek, maar kon zijn politieke en militaire macht inzetten om de bisschop van Utrecht onder druk te zetten. Deze bisschop, Boudewijn II van Holland, was een oudoom van de graaf. Boudewijn verzette zich aanvankelijk tegen de inbreuk op zijn soevereiniteit. Ook de diverse Utrechtse kapittels maakten grote bezwaren tegen de aanleg van de dam. In 1295 werd echter een compromis bereikt, waardoor de dam niet langer omstreden was.

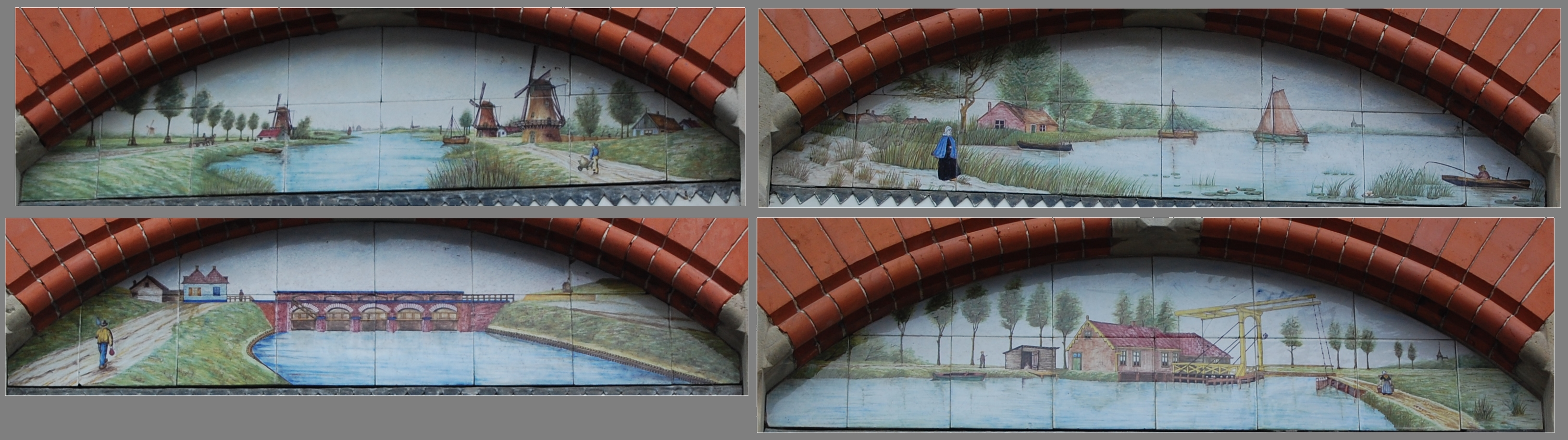
Tegeltableaus met scenes uit de polders op het gebouw Havenstraat 30, Woerden

Door de aanleg van de dam veranderde het karakter van de Hollandse IJssel, die niet meer werd gevoed door water uit de Lek. Hierdoor daalde de waterstand en daarmee was de Hollandse IJssel geschikt geworden voor de afwatering van de omringende polders. Het eerst koos de polder Jutphaas, die nooit tot het Groot-Waterschap van Woerden had behoord, voor lozing op de IJssel (1287). Nog voor 1300 volgden Diemerbroek, Bijleveld en Heicop.
De gebieden ten noorden van de Oude Rijn bleven afhankelijk van die rivier voor hun afwatering en de meeste landen tussen Oude Rijn en Hollandse IJssel kozen ook in het begin van de veertiende eeuw nog voor lozing in noordelijke richting. In 1322 werd de sinds 1226 bestaande samenwerking nog eens bekrachtigd door een nieuwe oorkonde, de zogenoemde stichtingsoorkonde van het Groot-Waterschap. Graaf Willem III had een goede reden voor die nieuwe oorkonde: in de winter van 1321-1322 waren er diverse doorbraken van de Lekdijk geweest en grote delen van het land van Woerden stonden blank. Het water reikte echter nog veel dieper in Holland en het duurde tot de zomer van 1322 voor alle land weer droog was. In die situatie stelde de graaf nog maar eens op schrift wat iedereen in de Woerdense gebieden te doen had.
In de loop van de veertiende eeuw scheidden veel polders ten zuiden van de Oude Rijn zich af om op de IJssel te kunnen afwateren. Zelfs polders die pal aan de Rijn lagen, zoals Barwoutswaarder kozen voor de op dat moment aantrekkelijke optie van lozing in zuidelijke richting. Daar golden geen strenge en dure bepalingen, die de overeenkomst tussen 'Woerden' en Rijnland zo gecompliceerd maakten. Tot 1366 scheidden zo'n twintig polders zich van Woerden af. In 1410 trad ook de Harmelerwaard uit het grootwaterschap.
Tegen het einde van de veertiende eeuw kwam echter een einde aan de geschiktheid van de Hollandse IJssel voor afwatering. Het ontbreken van toestroom van water uit de Lek zorgde voor verlanding in de bovenloop en door het ontbreken van verval kregen de getijdebewegingen van de Noordzee invloed op de benedenloop, waardoor deze steeds meer verzandde. De polders die uitwaterden op de Hollandse IJssel moesten daarom gaan uitzien naar een andere route voor het lozen van hun overtollige water. Het lag voor de hand weer terug te keren naar uitwatering op de Oude Rijn. Maar dat was een gecompliceerd proces, want niet alleen het bestuur van het Groot-Waterschap Woerden moest daarvoor toestemming verlenen, ook het meer naar het westen gelegen Hoogheemraadschap Rijnland moest akkoord gaan. Terugkeer van polders naar 'Woerden' zou immers betekenen dat via de Oude Rijn meer water naar het Hoogheemraadschap Rijnland zou worden gevoerd. Omdat de Oude Rijn al dit water niet kon verwerken, werden vanaf deze rivier kanalen naar het noorden gegraven. Deze kanalen mondden uit in het IJ, de Amstel en de Utrechtse Vecht, via welke het Zuid-Hollandse en Utrechtse polderwater uiteindelijk op de Zuiderzee werd geloosd.
De terugkeer van de afwateringsrichting van verschillende polders naar het noorden leidde ook tot terugkeer naar het Groot-Waterschap Woerden. De eerste polder die terugkeerde was Polder Zuidzijde in 1494. In de eeuw erna volgden vrijwel alle eerder uitgetreden gebieden. Zo herkreeg het grootwaterschap in de zestiende eeuw ongeveer de omvang van de dertiende eeuw. Op enkele kleine toevoegingen na zou die omvang hierna onveranderd blijven. In 1608 werd Oukoop bij het waterschap gevoegd en in 1815 Groot-Hekendorp. Een voorlopig laatste uitbreiding volgde in 1869, toen het Hoogheemraadschap van den Noord Ysseldijk werd opgeheven en onder Woerden ging vallen.
Dijkgraaf mr. Jan Meulman maakte in 1823 melding aan archeoloog Caspar Reuvens van een scheepsvondst in de 17e eeuw in Woerden, van wat waarschijnlijk een Romeins schip was.
In 1975 werd het waterschap een fusiewaterschap in de provincies Utrecht en Zuid-Holland. In 1975 werden de volgende voormalige waterschappen ingelijfd:
1. Achttienhoven
2. Barwoutswaarder
3. Breeveld en Haanwijk
4. Polder Breudijk
5. De Gemeene Boezem van Zegveld, Zegvelderbroek en Achttienhoven
6. Gerverscop
7. Groot-Hekendorp
8. Groot-Houtdijk
9. Kamerik-Mijzijde en 's-Gravesloot
10. Kamerik-Teijlingens
11. Klein-Hekendorp
12. Klein-Houtdijk
13. Kockengen
14. Lange Weide
15. Meijepolder
16. Noord-Linschoten
17. Noordzijderpolder
18. Oudeland en Indijk
19. Oudendam (afscheiding van Westveen)
20. Papekop en Diemerbroek
21. Rapijnen
22. Rietveld
23. Ruige Weide
24. Snel en Polanen
25. Snelrewaard
26. Polder Spengen
27. Teckop
28. Weijland en de Bree
29. Weijpoortsche polder
30. Westeinde van Waarder
31. Wulverhorst (II)
32. Zegveld
33. Zegvelderbroek

Het waterschap is in 1995, na enige discussie, opgegaan in het Hoogheemraadschap De Stichtse Rijnlanden. Een fusie met het Hoogheemraadschap van Rijnland was een alternatief waarvoor ook valide argumenten waren, dat was zelfs de voorkeur van het Groot-Waterschap zelf.
- Virtual International Authority File: 234399682